# Apsley Cherry-Garrard
Apsley George Benet Cherry-Garrard (2 de enero de 1886 – 18 de mayo de 1959) fue un inglés explorador de la Antártida y superviviente de la expedición Terra Nova. Es conocido por su libro histórico El peor viaje del mundo (The Worst Journey in the World) en el que relata las peripecias y condiciones extremas que debió enfrentar durante la expedición. 

## Biografía
Nacido en Bedford como Apsley George Benet Cherry, fue el hijo mayor del general Apsley Cherry de Lamer Park (Hertfordshire) y su esposa, Evelyn Edith, hija de Henry Wilson Sharpin de Bedford. Recibió educación elemental en Winchester College y en la Christ Church (Oxford). Su apellido fue cambiado de Cherry a Cherry-Garrard por voluntad de una tia, de la cual su padre heredó importantes terrenos cerca Wheathampstead, en Hertfordshire.
Desde pequeño Cherry-Garrard quedó fascinado por las historias de las hazañas de su padre, por lo que al alcanzar la adultez, sintió la necesidad de vivir en carne propia aquellas aventuras con las que soñaba durante su infancia. En septiembre de 1907, Edward Adrian Wilson se reunió con el capitán Scott en la casa de Reginald Smith en Cortachy, para discutir acerca de una nueva expedición a la Antártida. El joven Cherry-Garrard, primo de Smith estaba de visita en el lugar, y decidió inscribirse como voluntario para la expedición.

## Expedición a la Antártida

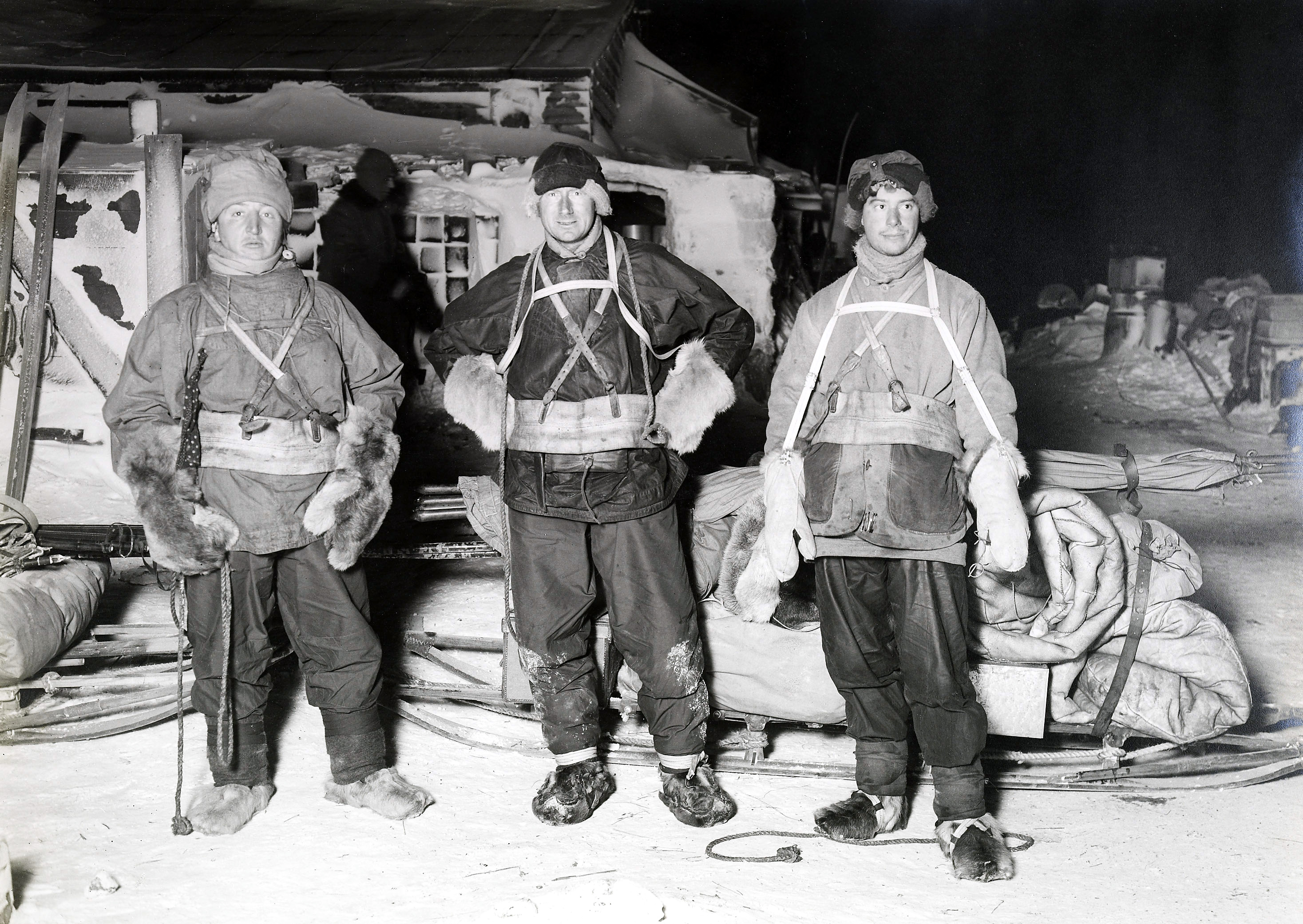
Bowers, Wilson & Cherry-Garrard (v.l.n.r.)

A la edad de 25 años Cherry fue uno de los miembros más jóvenes de la expedición Terra Nova, liderada por Robert Falcon (1910–1913). Esta fue la segunda y última expedición de Scott a la Antártida. La participación de Cherry fue inicialmente desestimada, y al no querer quedar fuera de la expedición, hizo la promesa de contribuir con £1,000 para subsidiar los costos de la misma. Al ser rechazado nuevamente, probó suerte haciendo una donación desinteresada. Movido por este particular gesto, y al mismo tiempo persuadido por el Dr Edward, cuenta Wilson, Scott acordó tomar a Cherry como asistente en biología-zoología.
Con Wilson y el teniente Henry Bowers, Cherry realizó un viaje al cabo Crozier en julio de 1911 durante el invierno austral para recoger unos huevos de pingüino emperador en sus primeros estados de embriogénesis con el fin de comparar los primeros estados embrionarios, ya que se creía que el pingüino emperador era el ave más primitiva que existía. En aquel entonces Cherry sufría de un alto grado de miopía y veía muy poco sin sus anteojos, los cuales no podía usar mientras viajaba en trineo. En la oscuridad casi total, y con la temperatura que rondaba entre los -34 °C y los -56 °C, Cherry y sus compañeros acarrearon su trineo a más de 96 km de la base de Scott en el cabo Evans en el lado más lejano de la isla de Ross. Congelados y agotados, montaron una base provisional con labor de piedras y tapada con una lona y plantaron la tienda como de costumbre a unos metros de ella, pero la ventisca que sopló sobre la planicie hizo efecto succión y la arrastró durante la noche, con lo que no tuvieron otra opción que dormir en los sacos mientras en su improvisado refugio entraba la nieve y les cubría al haberse perdido también la lona protectora superior. Cuando cesaron los vientos, sin embargo, tuvieron la fortuna de encontrar su tienda alojada en las rocas. Con éxito recogieron tres huevos y lograron llegar, agotados, al cabo Evans, a veces recorriendo solamente una milla y media por día. Cherry se refirió a esta peripecia más adelante como el ' el peor viaje del mundo ', y dio este título a su libro.